# Ursula Rabe-Kleberg
Ursula Rabe-Kleberg (* 19. Dezember 1948 in Essen) ist eine deutsche Bildungssoziologin.
Rabe-Kleberg studierte von 1967 bis 1972 Soziologie an der FU Berlin und war anschließend bis 1985 Wissenschaftliche Assistentin am Institut für Pädagogik der Westfälischen Wilhelms-Universität Münster. 1975 promovierte sie an der Universität Bremen. Dorthin wechselte sie 1985 als Wissenschaftliche Assistentin und habilitierte sich. Von 1992 bis 2012 war Rabe-Kleberg Professorin für Erziehungswissenschaft und Soziologie der Bildung und Erziehung an der Martin-Luther-Universität Halle.
Ihre Arbeits- und Forschungsschwerpunkte waren Soziologie der Bildung und Erziehung, Berufs- und Professionssoziologie sowie Kindheitsforschung (besonders institutionelle Kleinkinderziehung).